# Mimectatina divaricata fulvovariegata
Mimectatina divaricata fulvovariegata es una subespecie de escarabajo longicornio del género Mimectatina, tribu Desmiphorini, subfamilia Lamiinae. Fue descrita científicamente por Hayashi en 1963.
La especie se mantiene activa durante los meses de abril, mayo, junio, julio, agosto, septiembre y octubre.

## Descripción
Mide 6,5-10 milímetros de longitud.

## Distribución
Se distribuye por Japón.